# Национальный музей Литвы
Национальный музей Литвы (лит. Lietuvos nacionalinis muziejus) — государственный исторический музей в Вильнюсе, основанный в 1952 году. Музей содержит наиболее важные музейные предметы и печатные материалы, посвященные истории Литвы. Также музей организует археологические раскопки на территории страны.

## История
Предшественником нынешнего музея считается Виленский музей древностей (бел.), основанный Евстафием Тышкевичем в 1855 году. С самого начала музей был сосредоточен на культуре и истории Великого княжества Литовского. Экспонаты музея происходили из частных коллекций.
В конце XIX века в фондах музея было более 12 000 экспонатов, в том числе большие коллекции бронзовых изделий из разных стран, гербов городов ВКЛ, графики, египетских мумией и статуэток богов, оружия, гобеленов, местных археологических находок, портретов именитых родов (Радзивиллов, Тышкевичей, Ходкевичей, Хрептовичей, Сапег), редких изданий XV—XVIII веков, скульптур, слуцких поясов, древних рукописей, фарфора, этрусских ваз, японских, итальянских и китайских тканей. Также в фондах находились каменные идолы из Слуцка, древние вещи из Коложской церкви и др.
После восстания 1863 года большая часть музейных предметов была перевезена в Москву, оставшаяся часть коллекции была размещена в Виленской общественной библиотеке. С 1866 по 1914 год музей и библиотека работали в одном здании. В 1915 году, когда Восточный фронт Первой мировой войны подошел к Вильне, большая часть экспонатов вновь была доставлена в Россию.
После получения Литвой независимости в 1918 году на основе коллекций Музея древностей и Литовского научного общества был создан Музей истории и этнографии. Его директором был Йонас Басанавичюс, один из подписавших Акт о независимости Литвы. После 1919 года Вильнюс стал частью Второй Речи Посполитой, а организация была включена в Виленский университет.
В 1941 году Академия наук приняла коллекции всех музеев Вильнюса. Музей вновь становится отдельной организацией лишь в 1952 году под руководством историка Винцаса Жиленаса. В 1967 году музей разместился в здании Нового арсенала Вильнюсского замкового комплекса. Музей разместил основную экспозицию в 1968 году. В 1970-х и 1980-х годах по всей стране были собраны множество исторических материалов. 
В 1992 году, когда Литва восстановила  независимость, он был переименован в Национальный музей Литвы. Сейчас принадлежит Министерству культуры.

## Структура
Музей состоит из пяти основных подразделений: истории и новейшей истории, археологии, этнографии, нумизматики и иконографии, содержащих в общей сложности 800 тысяч предметов.
Коллекции размещены в зданиях:

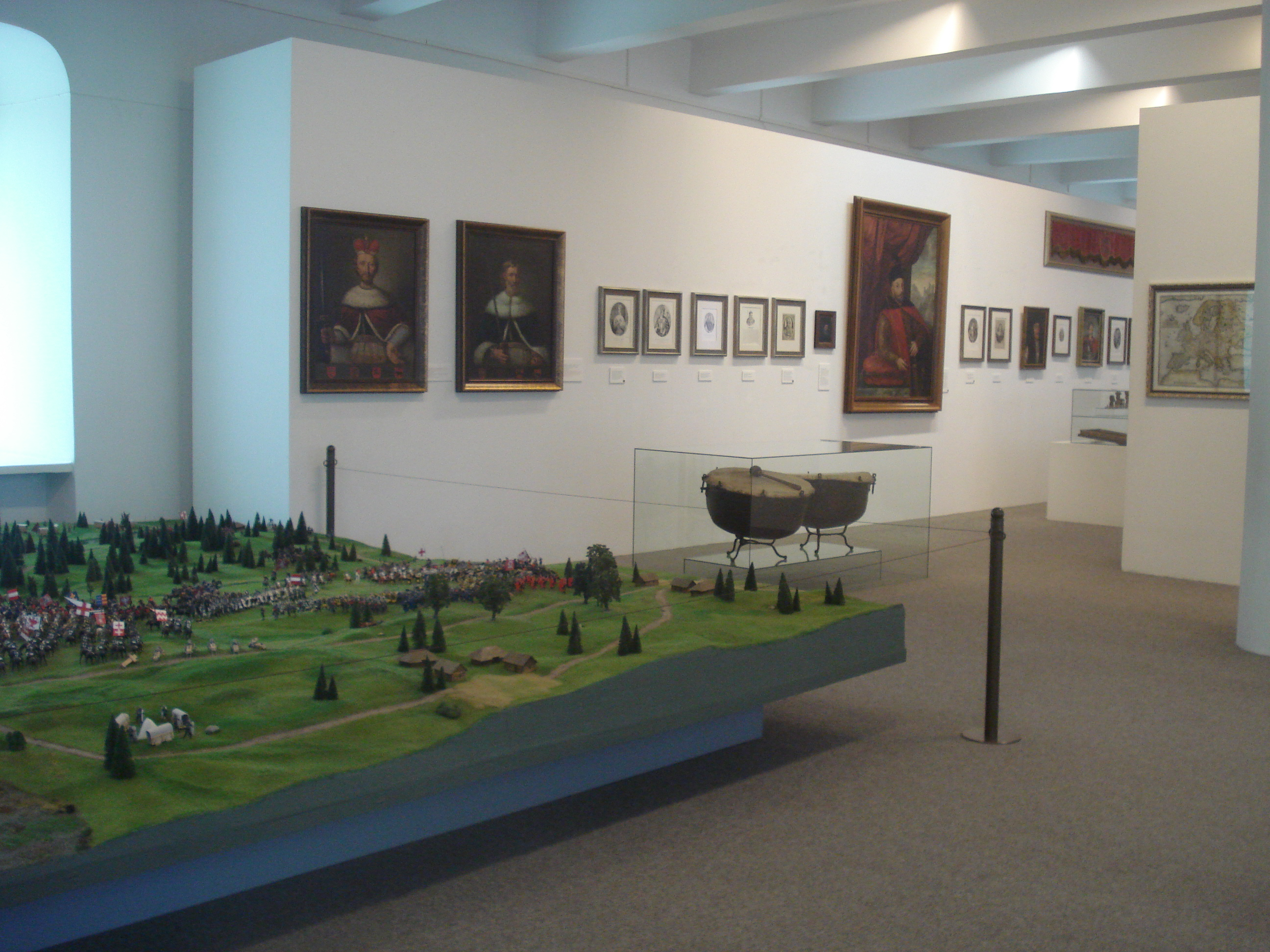
Экспозиция зала 1

- Главное здание — Новый арсенал Вильнюсского замкового комплекса на берегу Вилии. Экспозиция знакомит с историей Музея древностей (1855—1915) в его аутентичных экспонатах и подлинных витринах XIX века (зал 1), историей Древней Литвы XIII—XVIII веков (зал 2) и Литвы XIX века (зал 3), народным искусством — шерстяными и льняными домоткаными полотнами конца XVIII — начала XX веков, покрывалами, скатертями, полотенцами, крестьянской одеждой (зал 4), бытовой культурой литовского крестьянства (зал 5), традицией изготовления крестов XVII — первой половины XX веков (зал 6).[1]
- Старый арсенал Вильнюсского замкового комплекса
- Башня Гедимина в Вильнюсе
- Бастион Вильнюсской оборонительной стены
- Дом-музей Казиса Варнелиса
- Дом сигнатариев в Вильнюсе
- Музей Винцаса Кудирки в Шакяйском районе
- Место рождения Йонаса Басанавичюса в Вилкавишкском районе
- Мемориальная усадьба Йонаса Шлюпаса в Паланге